# 丁致祥
丁致祥（1473年—1551年），字原德，號近斋，直隸常州府武進縣人，匠籍。明朝政治人物。

## 生平
治《詩經》，行一，由國子生中式弘治十七年（1504年）甲子科應天府鄉試第三十一名舉人，正德三年（1508年）中式戊辰科會試第一百七十九名，第三甲第七十一名進士。授戶部主事，监居庸、德平军储，擢湖广布政司参议、分守荆南道，歷官陝西按察司副使，安撫漢中流民，恩威並行。迁河南右参政，二十八年入觐，事竣，以引年致仕。卒年七十有九。

## 家族
曾祖丁以仁。祖父丁刚。父丁潔。母宋氏，慈侍下，弟致宁、致学、致賢、致远。